# Jaszczurka (album)
Jaszczurka – debiutancki album Pati Yang wydany w 1998 roku. Pierwsze wznowienie wydano w 2002. Kolejna reedycja ukazała się 10 października 2011.

## Lista utworów
1. "Si" – 4:53
2. "3 Pati" – 3:18
3. "Jaszczurka" – 3:50
4. "Uwolnij" – 3:33
5. "Aooh" – 3:02
6. "Higher Perception" – 4:11
7. "Underlegend" – 5:10
8. "Nie wróci" – 4:36
9. "Może zapomni" – 3:48
10. "Too Late" – 5:45
11. "Empty Temple" – 4:56